# Tre rivelazioni
Tre rivelazioni (계시록?, GyesirokLR) è un film del 2025 diretto da Yeon Sang-ho.
Thriller sudcoreano in cui un pastore è convinto che punendo un criminale abbia risposto ad una rivelazione divina mentre una detective incaricata di un caso di scomparsa è tormentata dalle visioni della sorella defunta, vittima di una vicenda simile.

## Trama
Sung Min-chan è un giovane pastore protestante che scopre che sua moglie lo tradisce. 
La costruzione di una grande chiesa nei pressi del suo quartiere lo illude che possa significare una promozione per lui, ma poi dal suo capo apprende che quel posto è destinato al figlio dello stesso.
Registrato un nuovo fedele, scopre che è un uomo in libertà vigilata di nome Yang-rae che in realtà era entrato nella chiesa attratto da una ragazzina. Min-chan ripensa a quell'uomo non appena la moglie lo chiama preoccupatissima per comunicargli che il figlio, che lui doveva andare a prendere, è stato in realtà preso da un altro uomo. Min-chan fa ricerche su Yang-rae e ne scopre il passato di maniaco, e l'idea che Yang-rae possa aver rapito suo figlio lo atterrisce e lo convince ad agire.
Pedinato Yang-rae, scopre che questi sta preparando degli attrezzi da scavo, quindi si dirige in un'area boschiva fuori città. Min-chan, sotto una pioggia battente, lo affronta ma scopre che il furgone è vuoto e fa per andarsene quando però, Yang-rae, conscio di essere stato inseguito e sospettato, lo aggredisce. Nella lotta, Min-chan spinge accidentalmente Yang-rae che batte la testa contro un masso. Una telefonata della moglie lo tranquillizza svelandogli che suo figlio è sano e salvo e sta a casa di un amico. Min-chan, che ha scorto il volto di Gesù tra i lampi del temporale, trascina allora fino ad un dirupo il corpo dell'uomo per liberarsene. Si è convinto del fatto che Dio abbia voluto mandargli un segnale che gli indicasse di uccidere quel peccatore.
Nel frattempo, Lee Yeon-hee, una detective della omicidi la cui sorella venne violentata da Yang-rae e poi si suicidò, viene incaricata di trovare una bambina scomparsa, presumibilmente rapita da Yang-rae, scomparso anche lui. Mentre cercava di confessarsi con il suo capo, Min-chan apprende da questo che, saputo che il figlio ha commesso adulterio, lo manderà in missione, e quindi assegnerà a lui la guida della grande chiesa di prossima apertura. Min-chan prende questo come un ulteriore segnale divino e tiene per sé il delitto commesso. 
Affronta quindi la moglie che le confessa il tradimento. Dopodiché accompagna la stessa in una casa di cura in campagna per un evento religioso. Nella casa di cura, si scopre essere stato momentaneamente ricoverato un uomo in stato di choc, tutto infangato e insanguinato. L'ambulanza è stata chiamata ma è in ritardo per via di un incidente. Min-chan, sconvolto, scopre che l'uomo è proprio Yang-rae, incredibilmente vivo, e decide di rapirlo perché se venisse soccorso svelerebbe le sue colpe.
Portatolo in un cantiere abbandonato, il pastore lega Yang-rae e lo tortura, ma non lo uccide dal momento che l'uomo dice che così non si potrà salvare la bambina, che afferma essere ancora viva. Yeon-hee, indagando, si imbatte nel luogo in cui Yang-rae è imprigionato, ma viene bloccata da Min-chan. Yeon-hee esorta il pastore a non uccidere il maniaco, essendo l'unico a sapere dove si trovi la bambina rapita. Tuttavia, Min-chan è convinto che la bambina sia morta. Yeon-hee allora si libera e affronta Min-chan mentre Yang-rae, nel tentativo di fuggire, cade dall'edificio e muore, non prima di aver fornito a Yeon-hee un indizio del rapimento della bambina. 
Min-chan viene arrestato dalla polizia e, durante l'interrogatorio, giustifica le sue azioni come volontà divina manifestando chiari segni di pareidolia e apofenia. 
Alla fine, Yeon-hee scopre che la bambina rapita è imprigionata nel sottotetto della vecchia casa di Yang-rae e la salva prima che l'edificio venga demolito. In prigione, Yeon-hee informa Min-chan di essersi sbagliato sulla morte della bambina, ma lui si rifiuta di crederle.

## Distribuzione
Il film è stato distribuito sulla piattaforma Netflix a partire dal 21 marzo 2025.